# Молочай красивейший
Молоча́й краси́вейший, или пуансе́ттия (лат. Euphorbia pulcherrima) — растение рода Молочай (Euphorbia) семейства Молочайные (Euphorbiaceae). Родина растения — тропическая Мексика и Центральная Америка.
Дикие пуансеттии встречаются от Мексики до Гватемалы, растут на средних возвышениях, обращённых к Тихому океану. Выращивались ацтеками для использования в народной медицине, позже начали ассоциироваться с рождественскими праздниками, став популярным сезонным украшением. В народе пуансеттию называют «рождественская звезда». Каждый год в США приблизительно шестьдесят миллионов пуансеттий многих культурных сортов продаются за шесть недель. Многие из этих пуансеттий выращиваются семейным бизнесом Paul Ecke Ranch, который обслуживает половину мирового рынка и 70 % рынка США.

## Ботаническое описание

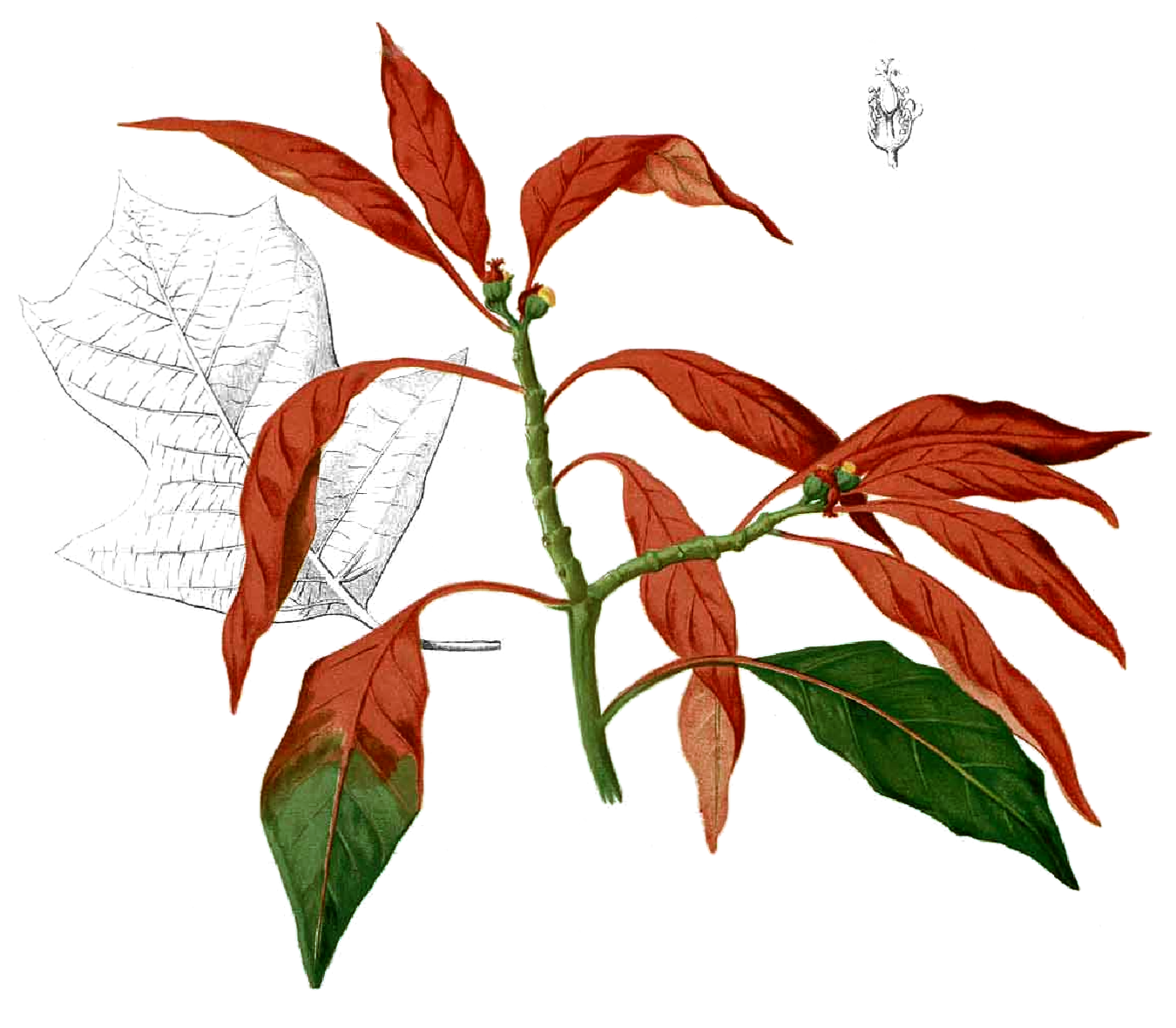
Молочай красивейший.

Пуансеттия была описана как новый вид в 1834 году немецким учёным Иоганном Фридрихом Клоцшем. Название растения «пуансеттия» известно с 1836 года. Оно происходит от имени ботаника и первого американского посла в Мексике Джоэла Робертса Пойнсетта, который в 1825 году привёз этот цветок в США. Возможно, уже в 1826 году Пойнсетт начал посылать пуансеттии из Мексики в свои теплицы в Южной Каролине. До появления названия «пуансеттия» он был известен как «мексиканский огненный цветок» или «окрашенный лист».
Молочай красивейший — вечнозелёный кустарник достигает 3 м в высоту.
Листья — тёмно-зелёного цвета, яйцевидно-эллиптические, черешковые, с зубчатыми краями, достигают в длину 10-15 см.
Цветки — мелкие, желтоватого оттенка, собраны в розетковидные соцветия. При цветении вокруг цветков образуются ярко-красные прицветники. Выведены сорта с другими оттенками прицветников — жёлтые, розовые и двуцветные.
Цветёт — декабрь-февраль.
|                                            |  |  |
| Слева направо: Листья, Цветки, Прицветники |  |  |

## Применение
Пуансеттия выращивается как декоративное комнатное растение. Выведены гибриды, которые достигают менее 30 см в высоту. Из-за времени цветения, попадающего на Рождество, а также из-за того, что прицветники образуют форму звезды, растение также называют «Вифлеемская звезда» или «Рождественская звезда».

### Применение у ацтеков
В своём фундаментальном произведении «Общая история дел Новой Испании» (1547—1577) Бернардино де Саагун, опираясь на сведения ацтеков о свойствах растений, привёл различные сведения о молочае красивейшем, в частности о том, что:

Для женщин, у которых мало молока в грудях, необходимо смолоть камнями корень под названием цайаналькильтик, и выпить его два или три раза выходя из бани, а для начала омыв груди с помощью текишките. Первое молоко, которое появится после этого лечения, младенцу может несколько навредить, вызвав понос, и чтобы завершить очищение, неплохо бы дать две или три капли этой воды; вымачивая немного хлопка, как было сказано. Кормилица не должна есть авокадо, а следует ей пить прокипячённый бульон из цилакайотли, или пить воду из сваренных белых тыкв, или из травы под названием куэтлашсучитль, и есть жареный детородный орган собачек, или есть искауитли.

## Токсикология
Вопреки распространённому мнению, никакие части растения не ядовиты. Исследования, проведённые в государственном университете Огайо ещё в 1971 году, показали, что у крыс, которым добавляли в пищу существенные дозы пуансеттии, не проявлялись никакие симптомы отравления, не возникало изменений в поведении или потреблении корма. Смертельных случаев от поедания пуансеттии у подопытных животных не возникало. Сок молочая красивейшего может вызывать раздражение кожи у людей с аллергией на латекс. Может вызвать тошноту, рвоту или диарею.

## Уход за растением
Растение светолюбивое, не любит сквозняков, полив умеренный; летом обильный. В период активного роста (весна — лето) рекомендуется подкармливать 2 раза в месяц комплексным минеральным удобрением. В период цветения рекомендуется использование калийных удобрений. После цветения сокращают полив, обрезают до высоты 10 см, через 2 месяца пересаживают.

## Сорта
Молочай красивейший имеет множество сортов, которые пестрят своей самой разнообразной окраской и оттенками, а также формами цветков и прицветниками. 
|                                             |  |  |  |
| Пуансеттия с разными по цвету прицветниками |  |  |  |

Вот некоторые сорта пуансеттии:
- Carousel Pink — нежно-розовая с зелёными прожилками и махровым эффектом.
- Cortez White — цвета слоновой кости.
- Cortez Pink — лососёво-розовая.
- Cortez Fire — огненно-красная.
- Da Vinci — розовая с белым «напылением».
- Freedom White — белая.
- Freedom Pink — нежно-розовая.
- Freedom — алая.
- Galactica — насыщенного красного цвета.
- Goldfinger — классического красного цвета.
- Jester Pink — розовая с зелёной окантовкой.
- Jester Red — ярко-красная с тёмными прожилками.
- Jingle Bells Sonora — очень необычный сорт с пестролистной окраской. Фиолетово-бордовые присоцветные листья с небольшими белыми штрихами.
- Marblestar — нежно-розовая с белой окантовкой.
- Monet Twilight — розовая с белым «напылением».
- Olympia — ярко-красная.
- Peterstar — огненно-красная.
- Pink Ell — компактная, ярко-розовая.
- Red Diamond — ярко-красная.
- Regina — белая с зелёными прожилками.
- Silverstar White — компактная, снежно-белая.
- Silverstar Marble — компактная, нежно-розовая с белой окантовкой.
- Sonora — ярко-красная.
- Sonora Fire — ярко-алая.
- Sonora White — присоцветные листья благородного цвета слоновой кости с зелёными прожилками.
- Sonora White Glitter — присоцветные листья имеют необычную пёструю окраску.
- Strawberry and cream — Это необычная пуансеттия с розово-фиолетовыми прицветными листьями, с сильно-разрезанным белым краем.
- Whitestar — снежно-белая.

| |  |  |  |  |
| Сорта пуансеттии (слева направо): 'Santa Claus Red', 'Santa Claus White', 'Ice Punch', 'Alaska', 'Christmas Beauty Marble' |  |  |  |  |